# Coelioxys sanjuanina
Coelioxys sanjuanina är en biart som beskrevs av Holmberg 1916. Coelioxys sanjuanina ingår i släktet kägelbin, och familjen buksamlarbin. Inga underarter finns listade i Catalogue of Life.